# 麗羅 (漫画)
『麗羅』（れいら）は、原案：山田ゴメス、作画：三山のぼるによる日本の漫画。『ビジネスジャンプ』および『ビジネスジャンプ増刊BJ魂』（いずれも集英社）にて2000年から2003年にかけてシリーズ連載された。単行本は全7巻。

## 概要
SMと女王様というハードなテーマとは裏腹に、全体的にほのぼのとした描写であり、作中にはギャグも多く盛り込まれ、コメディタッチな要素とドラマティックな展開が融合した作品に仕上がっている。

## 登場人物
麗羅
本名は和田美幸。良家に生まれ育つが、反発から10代の一時期レディースに身を置き、その後上京してアルバイトで生計を立てながら歯科衛生士を志す。性格は負けず嫌いで豪快だが何事にも一生懸命。普段は心穏やかで優しさに溢れ、困っている人を見たら放っておけない、お人よしで、他人のために無理をすることもある。表情もころころ変わり、非常に感情豊か。軽い気持ちで踏み入れた未知なる世界で、様々な人々と出会い、心身共々成長していく姿が魅力的。一方で、おだてに弱く、悪ノリや安請け合いをして余計なことに巻き込まれることも少なくない。また、威厳を保つため心にも無い強がりを言ったり、身分を隠すために苦しい釈明に追われるなど、あたふたする姿も頻繁に見られる。公称年齢は22歳。
沙織
麗羅のもとに突然送られてきた。わがままな素振りが多くあったが、心の底には実は強い信念を持っており、麗羅と過ごすうちに、強く信じて尽くしていくようになる。
室田
麗羅の師匠で沙織を宅配で送り込んだ。才能を見抜き、未熟な麗羅を厳しく叱責することもある。一方で、詰めの甘い部分も見られ、あっさりと麗羅に仕返しされるなど、ひょうきんなところもある。
店長
麗羅の勤務する店「メシア」の店長で理解者の一人。顔も広く、麗羅を上手く口車に乗せて様々な仕事をさせるなど、それなりに人心掌握に長けた人物。
真一
麗羅の彼氏。売出し中のミュージシャン。恋人として麗羅を支えていたが、やがて価値観の擦れ違いから麗羅のもとを去っていく。その後は売れっ子ミュージシャンとして成功している模様。
瑠美
本名はカツコだが、名字は不明。麗羅の暴走族時代の敵対するチームのヘッド。麗羅とは顔見知りのため、互いに本名で呼び合っている。「貴更ファミリー」の最終選考にて再会。麗羅に対する対抗心が強く、短気で暴力的な性格で、麗羅を追い詰めるが敗北。ファミリーの加入を一蹴し、その後も幾度と麗羅の前に立ちふさがる。元々は幼馴染の友人だったが自分が好意を持った男が麗羅に靡くことが度重なり不仲になっていった。後に、成り行きで麗羅とコンビを組まされる。実は麗羅の実力を認めている部分もあり、戸惑う麗羅を一喝して迷いを断ち切らせるなど、意地っ張りだが、相手を懸命に思いやる心も持っている。また、時には麗羅よりも冷静な視点で物事を判断することもある。麗羅と似たような共通点が数多くあるため、反発し合いながらも、互いを信頼し、よりを戻していく。
マリア
「貴更ファミリー」に所属している。初対面では麗羅を軽視していたが、オーディションにて麗羅の実力を認めて和解する。
ハニー
「貴更ファミリー」に所属している。オーディションの進行役を務めていた。かなりのマイペースで心理学者でもある。
NICCA、魔由美、夏子
「貴更ファミリー」の最終選考まで勝ち残り、準会員の資格を得た。その後の出番は少ないが、時折、姿を見せる。
エリカ
自己中心的で攻撃的な性格であり、「貴更ファミリー」の選考時に麗羅を妨害する。落選したことを妬んで、瑠美と組み「貴更ファミリー」に反旗を翻す。麗羅に対して激しい敵対心を持っている。
二階堂
一流大手企業、二階堂グループの総裁で「貴更ファミリー」の委員長。気さくで、時にはトップとして冷徹な判断を下すこともあるが、実際は影ではいつも麗羅達を気遣い、サポートする。豪快さや寛容さを持ち合わせた、頼りになる人物だが、その一方で自分の趣味で会社を私物化している部分もある。
西山
二階堂商事の社員。多くの女性職員の憧れの的。自他共にプレイボーイで、麗羅に目を付けるが返り討ちに合う。その後も何かと登場する。
真央
二階堂商事の社員。西山の追っかけの一人。麗羅をやっかんで払い落そうとするが、失敗する。
政代
二階堂商事の総務係で、かなり前向きだが、わがままで考えが甘く騙されやすい。ホストに騙されて自ら金銭を貢いでおり、稼ぐために憂樹乃と名乗って「メシア」に入ってきた。お金の話に弱く、大阪にて西山と共にトラブルに見舞われる。
佐久間
二階堂商事の新人社員。せっかちで向こう見ずな性格のため、融通が利かず、やや男尊女卑的な思想を持っている。真面目だが、勝手な思い込みが多く、麗羅を巡って西山と対立する。
涼香、リカ
「メシア」の勤務する女性の一人。
美蛇呼
人気のパフォーマンサー。歌舞伎の名門出身で、自身のコネは日本のVIPまで及んでおり、非合法なイベントを主催する。瑠美、エリカを従えて「貴更ファミリー」に対抗する形で現れ、その後も、麗羅に軽薄な口調で挑発を繰りかえす。冷淡な快楽主義者だが、実は男性恐怖症であり、そのことに対して強い劣等感を持っている。
中橋
アダルト系のビデオ製作販売を中心としたベンチャー企業の代表。はっちゃけた性格で、かなり無計画な企画を主導し、麗羅を困惑させる。
レビン、トレノ
中橋が主催した業界別キャットファイトのキャバクラ業界の代表選手。
フウガ、ソナタ
中橋が主催した業界別キャットファイトのAV業界の代表選手。
芹沢、白鳥
中橋が主催した業界別キャットファイトの風俗業界の代表選手。

## 書籍情報
『麗羅』 集英社 ヤングジャンプ・コミックス・BJ 全7巻
1. 2001年9月24日初版発行 ISBN 4-08-876210-X
2. 2002年2月24日初版発行 ISBN 4-08-876275-4
3. 2002年9月24日初版発行 ISBN 4-08-876348-3
4. 2003年1月22日初版発行 ISBN 4-08-876393-9
5. 2003年4月23日初版発行 ISBN 4-08-876432-3
6. 2003年7月23日初版発行 ISBN 4-08-876478-1
7. 2003年9月24日初版発行 ISBN 4-08-876502-8